# Peștera Bisericuța
Peștera Bisericuta este o peștera fosila, de mici dimensiuni din Munții Trascău,  Apuseni.

## Localizare
Peștera se află pe teritoriul satului Sfârcea, comuna Întregalde, județul Alba, în partea centrală a Munților Trascăului, în marginea nord-vestică 
a Platoului Ciumerna,  în bazinul hidrografic al Pârâului Galda. Se poate ajunge pe drumul judetean Alba Iulia - Întregalde, apoi pe drumul forestier 
până în cătunul Sfârcea( 4 km). De aici, pe jos o ora de mers pe o potecă nemarcată. Consultați localnicii. Peștera este localizată la 

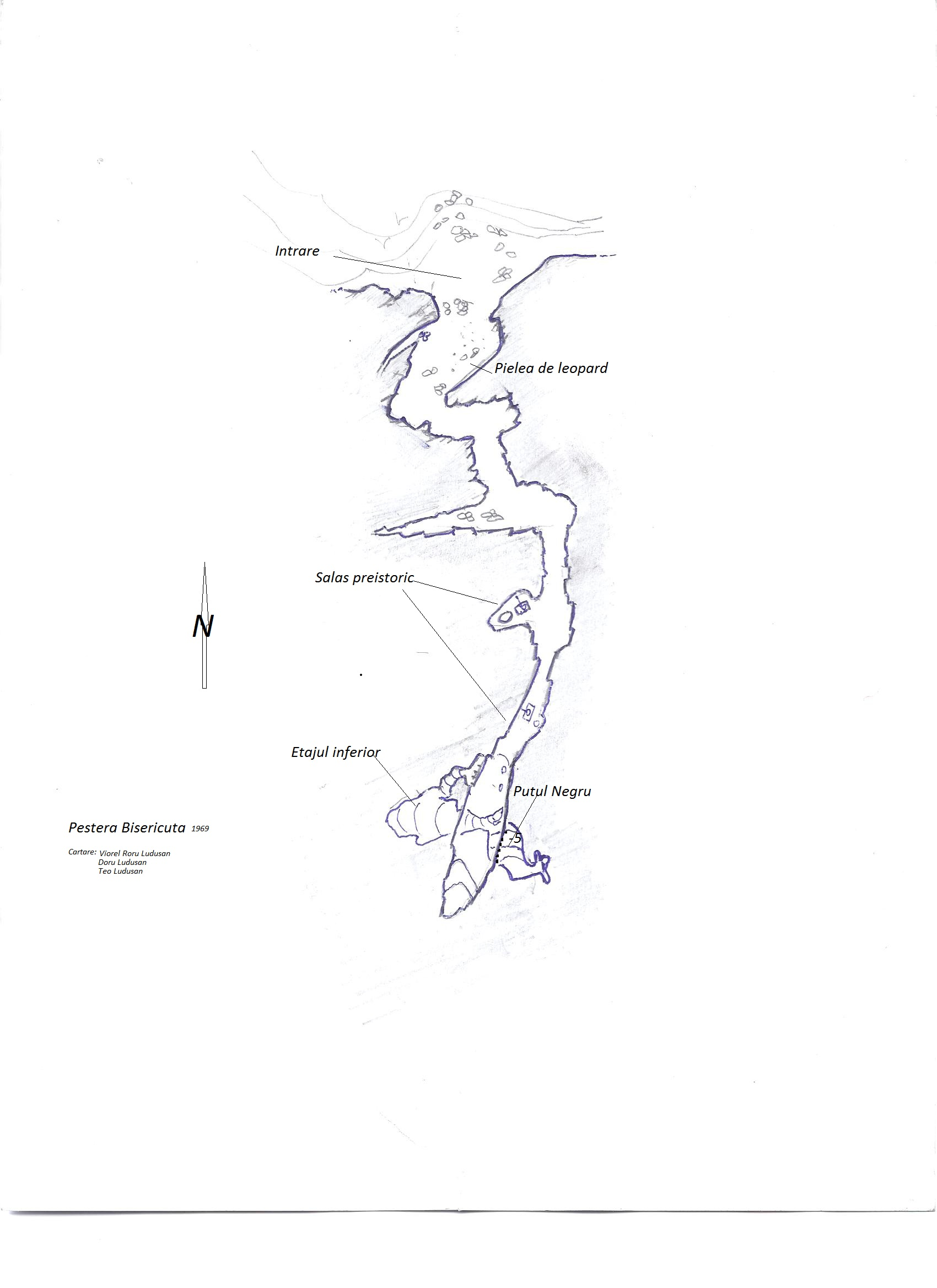
Harta pesterii

46°12′03″N 23°20′07″E / 46.20083°N 23.33528°E

## Descriere
Este situată la 15 m sub nivelul Platoului Ciumerna. Intrarea orientata NV dă acces direct într-o sala de 15/10 m. 
înalta de 4 m. Continuă cu un culoar în forma de Z care dă acces într-o noua sală. Aici apar primele formațiuni, stalagmite, stalactite, coloane,montmilch.. Interesant că toți pereții sunt acoperiți cu piele de leopard. Sunt pete  de un maro mai inchis pe fond galben formate de cristalizări influențate de apa de condens de pe perete. Fenomenul este puțin studiat.
Dupa un alt culoar ajungem în Sala Neagră, cu scurgeri parietale inchise la culoare. În partea stângă se deschide Puțul Negru care dă acces într-o săliță, iar în dreapta, un puț strâmt prin care se ajunge în Sala Urșilor. Între aceste două sali există o conexiune pe sub galeria principală.

## Istoric
Peștera a fost locuită încă din neolitic. În evul mediu era folosită ca adăpost de ciobanii de pe Ciumerna iar în timpuri de restriște ca biserică, de unde și denumirea.
Prima explorare a fost făcută în 1966 de Viorel Ludușan. Era prima peșteră descoperită și explorată de acest speolog dintr-un șir de 300 care vor urma. La explorările următoare au participat și frații lui: Nicolae, Dorel, Teodor, Ioan și Mircea care vor forma nucleul viitorului Club Polaris Blaj.

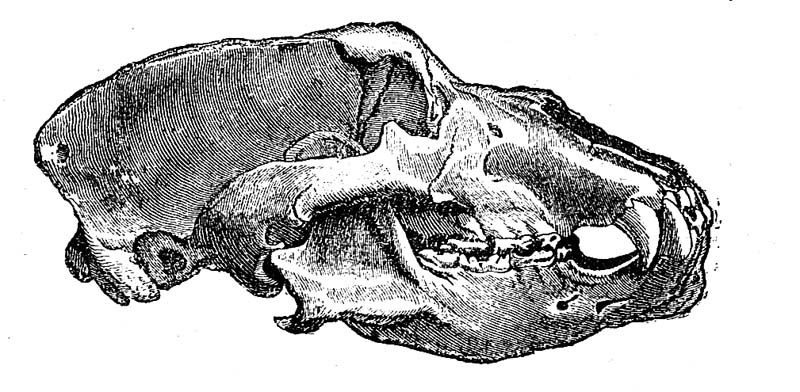
Craniu de ursus speleus

Înca de la prima explorare, forțând puțul îngust, au pătruns în Sala Urșilor. În partea cea mai de jos a sălii, pe podea erau înșirate câteva cranii și oase de Ursus speleus. Unul avea crescut pe frunte o stalagmită lumânare de 1,2 m. Cel mai mare craniu urma să fie ridicat și dus de către Nicolae Ludușan la Facultatea de Geologie a Universității București unde era student. A fost declarat cel mai mare craniu de Ursus Speleus din România, asupra lui fiind făcute studii sub coordonarea acad. Theodor Neagu, de la Facultatea de Geologie a Universității din București. După ce rezistase în peșteră 10.000 de ani, în vitrina Universității a rezistat doar 20, fiind distrus și aruncat la gunoi de minerii veniți să facă ordine în București în 1990.
Cu ocazia ridicării craniului, în anul 1972, a fost efectuată și prima cartare a peșterii, de către Nicolae Ludușan.
Mai tragic însă e faptul ca într-o vizită recent făcută în peșteră, s-a constatat dispariția tuturor craniilor și oaselor din Sala Urșilor.

## Arheologie
În peștera au fost făcute săpături arheologice sistematice. Au fost descoperite urme ale omului din neolitic, dar nu suntem în posesia tuturor datelor obținute.

## Fauna
Nu au fost făcute încă cercetări biospeologice dar am identificat exemplare de Myotis myotis, Triphosa dubitata și Limonia nubeculoasa.

## Conditii de vizitare
Peștera este ușor de parcurs, necesită surse de iluminat și o coardă de asigurare.